# Chris Carter (musicien)
Pour les articles homonymes, voir Chris Carter et Carter.
Chris Carter, né le 28 janvier 1953 à Islington (Londres), est un musicien britannique avant tout connu pour sa participation aux groupes Throbbing Gristle (TG) et Chris & Cosey. Sa partenaire de longue date Cosey Fanni Tutti, avec qui il a un enfant, est également membre de TG.

## Biographie
Chris Carter commence sa carrière à la fin des années 1960 en travaillant pour plusieurs chaînes de télévision britanniques (Thames, Granada et LWT) comme ingénieur du son sur de nombreux spectacles et documentaires télévisés. Il acquiert alors d'excellentes bases en matière de technique et de théorie de l'audio. Cela lui permet aussi de mieux connaître la facette visuelle du divertissement et l'amène à concevoir et présenter des spectacles de lumière et d'effets visuels pour de nombreux festivals, évènements et concerts, notamment pour des groupes aussi variés que Yes et Hawkwind. Il travaille à diverses reprises pour plusieurs émissions de la BBC. Au début des années 1970, il effectue des tournées dans les universités américaines avec un spectacle multimédia de sa conception incluant une myriade d'effets de lumière inspirés de ses travaux précédents et dans lequel il joue avec des claviers et synthétiseurs qu'il a lui-même conçus. Au cours de cette même période il travaille aussi occasionnellement avec l'artiste visuel John Lacey sur de nombreux films expérimentaux en 8 mm ou 16 mm et des présentations multimédias.
Au milieu des années 1970, et tout en poursuivant sa collaboration avec Lacey, Carter commence les expérimentations sonores et musicales en travaillant avec Cosey Fanni Tutti et Genesis P-Orridge, qui faisaient également de l'art performance dans la troupe COUM Transmissions avec Peter Christopherson. Les résultats de cette collaboration musique sont les à présent légendaires Throbbing Gristle, Industrial Records et la naissance d'un nouveau genre : la musique industrielle. La discographie de Throbbing Gristle comporte à ce jour une dizaine d'albums studio et un nombre important d'enregistrements de concerts regroupés en coffrets ou en albums officiels qui représentent une durée approximative de plus de soixante heures de captation.
En 1976, Carter travaille également au bureau londonien de l'agence ABC News en tant qu'ingénieur du son. Au cours de cette période il conçoit et construit leur studio radiophonique londonien. En 1977 ABC lui fait une nouvelle offre un contrat pour la construction d'un autre studio à Rome qu'il décline en raison de son implication dans Throbbing Gristle.
Pendant la première période de TG, ses quatre membres poursuivent leur travail en solitaire. En 1980, Carter enregistre son premier album solo pour Industrial Records intitulé The Space Between, aujourd'hui disponible chez Mute Records. En 1981, peu de temps après la séparation de Throbbing Gristle et avec le soutien de Rough Trade Records, Chris Carter et Cosey Fanni Tutti fondent leur propre label Conspiracy International et commencent à travailler ensemble en tant que Chris & Cosey et CTI. Ne sortant à l'origine que des productions musicales, ils se tournent rapidement vers la vidéo et publient avec l'aide de Doublevision un certain nombre de vidéos et bandes originales expérimentales de CTI. Carter sort en 1985 son second album solo Mondo beat.
Tout en jouant dans le monde entier et avec un succès notable, Chris & Cosey enregistrent et collaborent sur un grand nombre de projets, notamment avec Annie Lennox et Dave Stewart, Robert Wyatt, Coil, Boyd Rice, Lustmord, Monte Cazazza et de nombreux autres. Chris & Cosey remixent également des morceaux de Erasure, Mortal Loom et d'autres groupes.
En 1994, Carter se tourne vers le journalisme et publie régulièrement des articles techniques et des critiques sur le magazine britannique Sound on Sound. Il s'intéresse également à la photographie et, en collaboration avec Tutti, réalise l'artwork de nombreux albums, posters etc. Après un hiatus de quinze ans, Carter sort en 1998 une compilation intitulée Disobedient, qui se compose de morceaux enregistrés au cours de son Disobient tour de 1995. Il sort la même année Cage, issu d'une collaboration avec le musicien électro Ian Boddy. En 2000 il sort un nouvel album solo: Small Moon.
La même année, il commence à produire et publier en collaboration avec Tutti une série d'albums intitulée Electronic Ambient Remixes, dont le premier se compose de remixes dark ambient et de son album de 1980 The Space Between.
Entre 2002 et 2010, il poursuit ses travaux musicaux avec Throbbing Gristle et  participe également à diverses manifestations d'art contemporain.
Ses travaux avec Tutti sortent à présent tous sous l'appellation CARTER TUTTI.

## Discographie
N'inclut que les disques sortis en solo. Pour les disques réalisés avec d'autres formations, voir Discographie de Throbbing Gristle et Discographie de Chris & Cosey.
- The Space Between. Album solo vinyle/cassette publié par Industrial Records, 1980.
- The Space Between. Album solo, cassette rééditée par Third Mind, 1983.
- Mondo Beat. Album solo, vinyle/cassette publié par CTI/Rough Trade 1985.
- Mondo Beat. Solo album, CD/vinyle/cassette réédité par Play It Again Sam 1989.
- The Space Between. Album solo publié par Mute Records 1991.
- The Space Between. Album solo, CD/cassette publié par Elektra, USA 1991.
- The Space Between. Album solo, CD publié par Alfa, Japan 1991.
- Collectiv 1. Album solo publié par CTI 1996.
- Disobedient. Live solo CD album publié par CTI 1998.
- Small Moon. Album solo, publié par CTI 1999.
- Electronic Ambient Remixes 1. Album solo publié par CTI 2000.
- Electronic Ambient Remixes 3. Album solo publié par CTI 2002.
- CCCL. Album solo publié par Mute 2018.